# 線紋底鱂
線紋底鱂，為輻鰭魚綱鯉齒目鯉齒亞目底鱂科的其中一種，為熱帶淡水魚，分布於北美洲美國維吉尼亞州南部至佛羅里達州Ocklockonee河流域，體長可達8.4公分，棲息在植被生長、靜止的溪流和池塘，生活習性不明。

## 擴展閱讀
維基物種上的相關：線紋底鱂